# Vital Darbellay

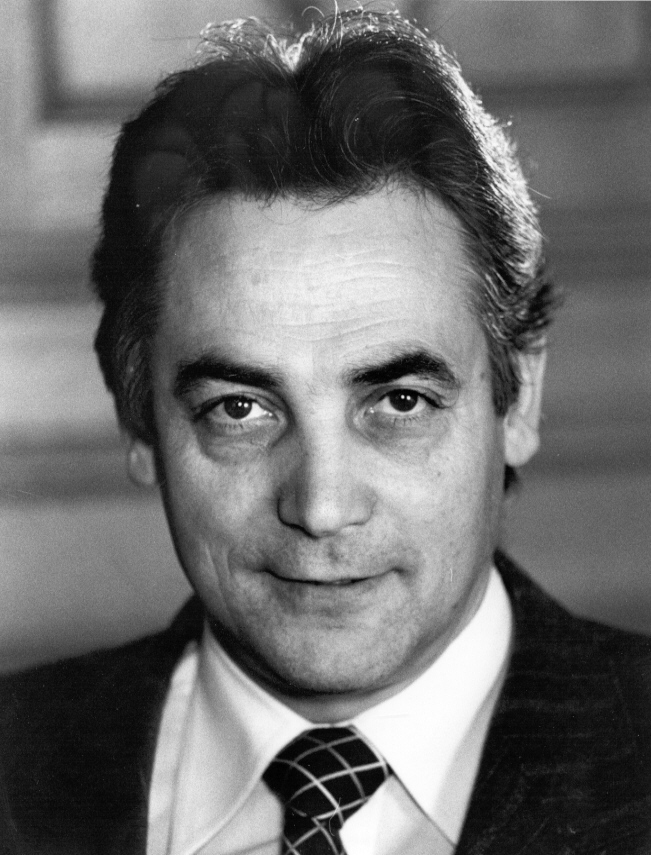
Vital Darbellay (1986)

Vital Darbellay (* 19. Mai 1929 in Liddes; † 29. November 2019 in Martigny; heimatberechtigt in Liddes) war ein Schweizer Politiker (CVP).

## Leben
Darbellay besuchte von 1944 bis 1948 das Lehrerseminar in Sitten und erlangte 1961 das Sekundarlehrerpatent an der Universität Freiburg. Von 1948 bis 1970 unterrichtete er am Collège Sainte-Marie in Martigny.
Zum 26. November 1979 wurde er im Kanton Wallis in den Nationalrat gewählt. Er war von 1984 bis 1989 Vizepräsident der Landespartei und von 1989 bis 1991 Präsident der CVP-Fraktion im Schweizer Parlament. Zum 3. Dezember 1995 schied er aus der grossen Kammer aus.
Darbellay gehörte dem christlichsozialen Flügel der CVP an und präsidierte während 20 Jahren die Fédération des syndicats chrétiens du Valais. Er engagierte sich darüber hinaus sehr stark im sozialen Bereich. Weitere Mandate waren die Präsidien von Pro Familia Schweiz (1983 bis 1994), der Caritas Schweiz (1987 bis 1997) und der Walliser Stiftung zugunsten geistig Behinderter (ab 1990).
Darbellay war verheiratet und wohnte in Martigny. Er ist der Onkel von Christophe Darbellay.